# Maroa (Venezuela)
Maroa est une localité du Venezuela, chef-lieu de la municipalité de Maroa dans l'État d'Amazonas.

## Historique
La localité est fondée par le cacique Maruwa en 1760.

## Personnalités liées
- Yamilet Mirabal de Chirino (née en 1980) : femme politique, deux fois ministre des Peuples indigènes.